# 久米島町消防本部
久米島町消防本部（くめじまちょうしょうぼうほんぶ）は、沖縄県島尻郡久米島町を管轄する消防部局（消防本部）。

## 概要

### 所在地
- 消防本部・消防署 : 〒901-3121 沖縄県島尻郡久米島町字嘉手苅970番地
- 空港消防所 : 〒901-3132 沖縄県島尻郡久米島町字大原5-1

### 管内の概要
- 管轄人口 : 7,846人

2019年（平成31年）2月28日現在
- 管轄世帯数 : 3,967世帯

2019年（平成31年）2月28日現在
- 管轄面積 : 63.65 km2

2018年（平成30年）10月1日現在

## 組織
- 消防長
  - 消防総務課
  - 警防課
  - 久米島消防署
    - 久米島空港消防所